# Золота молодь (фільм)
«Золота молодь»(англ. Bright Young Things) — фільм англійського актора і письменника Стівена Фрая вийшов у 2003 році. Картина знята за романом Івліна Во «Мерзенна плоть» оповідає про життя молодих і безтурботних аристократів Лондоні 1920—1930-х років.

## Зміст
Адам — письменник. Він ледь заробляє собі на життя у важкий для всієї Європи і США період між світовими війнами. Та йому необхідні гроші, інакше він не ризикне зробити пропозицію своїй коханій дівчині. Єдиний варіант для нього тепер — просити допомоги у приятелів, представників золотої молоді.

## Ролі
| Актор               | Роль               |
| ------------------- | ------------------ |
| Емілі Мортімер      | Ніна Блонт         |
| Стівен Кемпбелл Мур | Адам Фенвік-Саймс  |
| Фенелла Вулгар      | Агата              |
| Майкл Шин           | Майлз              |
| Ден Ейкройд         | Лорд Мономарк      |
| Девід Теннант       | Джинджер Літтлджон |
| Джеймс Макевой      | Саймон             |
| Джим Бродбент       | Майор              |
| Джулія Маккензі     | Лотті Крамп        |
| Пітер О'Тул         | Полковник Блаунт   |
| Стокард Ченнінг     | Місіс Мелроуз Ейп  |
| Саймон Келлоу       | Король Анатолія    |
| Імелда Стонтон      | Леді Браун         |
| Білл Петерсон       | Сер Джеймс Браун   |
| Саймон Макберні     | Сніт               |
| Річард Грант        | Батько Ротшильд    |
| Джим Картер         | головний митник    |
| Джон Міллс          | джентльмен         |
| Гаррієт Волтер      | леді Метроленд     |
| Едріан Скарборо     |                    |

## Знімальна група
- Режисер: Стівен Фрай
- Сценарій: Стівен Фрай
- Оператор: Генрі Брехам (Henry Braham)
- Монтажер: Алекс Макі (Alex Mackie)
- Композитор: Енн Дадлі
- Художник: Майкл Гавелс (Michael Howells)

## Номінації

### British Independent Film Awards
- Найкраще досягнення в проекті виробництва
- Найкраще технічне досягнення — Майкл Гавелс (Michael Howells)
- Найкраща багатообіцяюча акторка — Фенелла Вулгар
- Премія Douglas Hickox Award — Стівен Фрай

### Emden International Film Festival
- Премія Emden Film Award — Стівен Фрай

### Empire Awards
- Найкращий британський фільм
- Найкраща багатообіцяюча акторка — Фенелла Вулгар

### Премія Лондонського гуртка кінокритиків
- ALFS Award: Найкраща акторка другого плану — Фенелла Вулгар

## Художні особливості
- Bright Young People — це прізвисько, дане групі юних аристократів Лондону другої половини 1920-х років.
- Слоган фільму — «Секс. Скандали. Знаменитості. Це вічні цінності»